# Вибори до Європейського парламенту в Угорщині 2009
Вибори Європарламенту в Угорщині в 2009 році проходили 7 червня. Замість колишніх 24 представників від Угорщини в новий склад Європарламенту повинні були увійти 22 депутати. Явка на виборах становила 36,28 %.

## Результати
| Партія                               | Голосів             | Місць | Δ      |
| ------------------------------------ | ------------------- | ----- | ------ |
| Фідес — Угорський громадянський союз | 1 632 309 (56,36 %) | 14    | ▲ 2    |
| Угорська соціалістична партія        | 503 140 (17,37 %)   | 4     | ▼ 5    |
| Рух за кращу Угорщину                | 427 773 (14,77 %)   | 3     | ▲ 3    |
| Угорський демократичний форум        | 153 660 (5,31 %)    | 1     | ▬      |
| «Політика може бути іншою»           | 75 522 (2,61 %)     | 0     | Вперше |
| Альянс вільних демократів            | 62 527 (2,16 %)     | 0     | ▼ 2    |
| Угорська комуністична робоча партія  | 27 817 (0,96 %)     | 0     | ▬      |
| Циганський альянс                    | 13 431 (0,46 %)     | 0     | Вперше |